# Филтисаку, Кириаки
Кириаки Филтисаку (греч. Κυριακή Φιλτισάκου; род. 14 августа 2000, Афины) — греческая легкоатлетка, специалистка по спортивной ходьбе. Выступает на профессиональном уровне с 2016 года, чемпионка Балкан, многократная чемпионка Греции, участница летних Олимпийских игр в Токио.

## Биография
Кириаки Филтисаку родилась 14 августа 2000 года в Афинах, Греция. Занималась лёгкой атлетикой в клубе «Анатоли» в Неа-Ионии.
Впервые заявила о себе на международном уровне в сезоне 2016 года, когда вошла в состав греческой сборной и выступила на юношеском европейском первенстве в Тбилиси, где в зачёте ходьбы на 5000 метров стала седьмой.
В 2017 году стартовала в ходьбе на 10 000 метров на юниорском европейском первенстве в Гроссето, одержала победу в дисциплине 5 км на юношеском международном старте в Ивано-Франковске.
В 2018 году в ходьбе на 10 км взяла бронзу на юниорском балканском первенстве в Зренянине.
В 2019 году в 10-километровой ходьбе стала бронзовой призёркой на юниорском первенстве Балкан в Александруполисе, финишировала седьмой в юниорском зачёте на Кубке Европы по спортивной ходьбе в Алитусе, в дисциплине 10 000 метров была пятой на юниорском европейском первенстве в Буросе.
В 2021 году на чемпионате Балкан в Анталии установила свой личный рекорд в ходьбе на 20 км — 1:32:23, отметилась победой на чемпионате Греции в Мегаре. На командном чемпионате Европы в Подебрадах финишировала седьмой в личном зачёте 35 км и тем самым помогла соотечественницам стать серебряными призёрками командного зачёта. На молодёжном европейском первенстве в Таллине сошла с дистанции, не показав никакого результата. Благодаря череде успешных выступлений удостоилась права защищать честь страны на летних Олимпийских играх в Токио — в программе 20 км показала время 1:36:51, расположившись в итоговом протоколе соревнований на 29-й строке.
В 2022 году в ходьбе на 20 км заняла 11-е место на командном чемпионате мира в Мускате, превзошла всех соперниц на чемпионате Греции в Патре, показала 22-й результат на чемпионате мира в Орегоне. В ходьбе на 35 км с личным рекордом 2:51:51 завоевала серебряную награду на чемпионате Греции в Мегаре, сошла на чемпионате Европы в Мюнхене.
В 2023 году финишировала восьмой на командном чемпионате Европы в Подебрадах, третьей на чемпионате Балкан в Анталии. На чемпионате мира в Будапеште стартовала сразу в двух дисциплинах: заняла 37-е место на дистанции 20 км и 26-е место на дистанции 35 км.
В 2024 году в ходьбе на 20 км выиграла чемпионат Греции в Астросе и чемпионат Балкан в Анталии.